# Charles François Marie Le Prévost de Basserode
Charles François Marie Le Prévost de Basserode, seigneur de Basserode, de Hautgrenier, de Hautlieu et des Marisson, né le 24 juin 1774 à Saint-Savinien en Saintonge et mort le 24 juillet 1849 à Lille dans le Nord, est un homme politique français.
Il est capitaine de la première légion des gardes nationales mobiles du Nord, élève de Louis XVI et fait partie de l'Armée des émigrés ou l'Armée des Princes, armée contre-révolutionnaire constituée de personnes qui ont émigré depuis la France sous la Révolution française. Il participe aux Guerres napoléoniennes avec la Campagne de 1804 et la Campagne d'Allemagne et d'Autriche. Il est maire de la ville de Wasquehal de 1848 à 1849.
Il est le beau-frère de Charles Hyacinthe Joseph Lespagnol de Grimbry, maire de la ville de Wasquehal de 1800 à 1845, et du comte Jean-Baptiste Joseph de Muyssart, royaliste, maire de Lille, de Marcq-en-Barœul et député du Nord,

## Biographie

### Origines familiales
Charles François Marie Le Prévost de Basserode passe sa jeunesse à Lille. Son père, Jean Baptiste Guillaume Le Prévost de Basserode est seigneur de Hautlieu, de haut-Grenier, capitaine au régiment de Langedoc, au Canada, chevalier de l'ordre royal et militaire de Saint-Louis. Son père fait partie des troupes qui se battent contre Robert Rogers entre le Fort Carillon et le Fort Saint-Frédéric. Son père a épousé en 1760 au Canada, Marie-Luce Quessy originaire d'Acadie, veuve de Jean-Baptiste Sire, mort en 1759 à Saint-Michel-de-la-Durantaye et qui était capitaine de vaisseau.

### Éducation et famille
Charles François Marie Le Prévost de Basserode a un frère et deux sœurs :
1. Henri François Le Prévost de Basserode (1761 - mort en bas âge) ;
2. Henriette Le Prévost de Basserode (1763 - morte en bas âge) ;
3. Aimée Le Prévost de Basserode (morte à 8 ans à Tonnay-Charente) ;

Il entre en 1784 à l'école militaire, il en sort sous-lieutenant au régiment de Vintimille en 1791 et épouse Marie Anne Hyacinthe Joseph l'Espagnol de Grimby le 16 juin 1798 à lille, la sœur de Charles Hyacinthe Joseph Lespagnol de Grimbry, futur maire de Wasquehal.

### Armée des émigrés
En 1789, il quitte le territoire, en raison des troubles révolutionnaires et ceci dès le lendemain du 14 juillet 1789 et la prise de la Bastille. Il devient un émigré. Les émigrés tenant de la monarchie, craignaient l'effondrement de celle-ci. Beaucoup d'entre eux sont nobles, riches bourgeois ou bien prélats. Certains d'entre eux émigrent pour combattre la révolution de l’extérieur, c'est au milieu d'eux que se lève l'armée des émigrés.

### Campagnes napoléoniennes

#### Campagne d'Allemagne et d'Autriche
Il est officier d’infanterie
en 1798 puis envoyé à Saint-Omer, comme major de la légion de la garde nationale lilloise lors de leur création.
Il prend part aux Guerres napoléoniennes et participe à la Campagne de 1804 sur les côtes françaises. Il devient adjudant-major de cette légion en 1807 et fait la Campagne d'Allemagne et d'Autriche en 1809 et celle de 1810 sur les bords de l'Escaut.

#### Général de brigade dans la Division Soulès
Il est général de brigade dans la Division Soulès, commande la place de Saint-Nicolas et le Fort de Lille. Il est aussi chef de bataillon dans le 7e voltigeur de la jeune garde impériale puis est commandant de la 51e cohorte du 1er ban des gardes nationales mobiles du Nord et du Pas-de-Calais de 1813 à 1814. Il devient colonel et inspecteur des gardes nationales de l'arrondissement de Lille en 1815, colonel d'infanterie en 1816.
Charles François Marie Le Prévost de Basserode assiste avec sa fille Caroline Joséphine Eulalie, aux adieux de Louis XVIII à Lille le 23 mars 1815 avant son exil pour Gand. Louis XVIII est arrivé à Lille le 22 mars 1815 et est reçu et logé à l'Hôtel d'Avelin à Lille chez le maire Louis Marie Joseph de Brigode.

### Carrière politique
Il revient à la vie civile et vient habiter à Lille où en tant que maître franc maçon il forme les nouveaux venus et les apprentis. Il est secrétaire de la loge des Amis réunis de Lille puis membre de l’academie de l'Ann. Lum. en 1810 et sera président de 1837 jusque 1849.
Il s'installe à Wasquehal en 1839 et participe à la vie locale en parrainant la même année, la petite cloche de l'église de Wasquehal, nommée Caroline-Ferdinande. 
Il habite depuis 1845, la ferme de Grimbry depuis le décès de Charles Hyacinthe Joseph Lespagnol de Grimbry. La ferme de Grimbry qui est la demeure des seigneurs de Wasquehal, est situé au centre de Wasquehal, au bord de la marque (à l'actuel 2 avenue Jean-Paul-Sartre) dont l'entrée avec son pont-levis est située rue de l'église (actuel parking des appartements de la place du général de Gaulle. L'actuelle rue Michelet se prolongeait jusqu'à la ferme). La ferme de Grimbry est aussi la maison de charité de la commune de Wasquehal. Il donne de l'argent pour les souscriptions pour de bonnes œuvres et se offre une partie de sa collection d'objets d’arts pour les loteries de bienfaisance. Il devient en 1846, conseiller municipal de François-Joseph Leuridan pendant trois ans. 
Il est nommé maire de Wasquehal le 12 septembre 1848 à l'unanimité des suffrages. De santé fragile depuis 1846, il décède en cours de mandat et est remplacé par Louis Théodore Joseph Brulois en 1849.

### Décès et sépulture

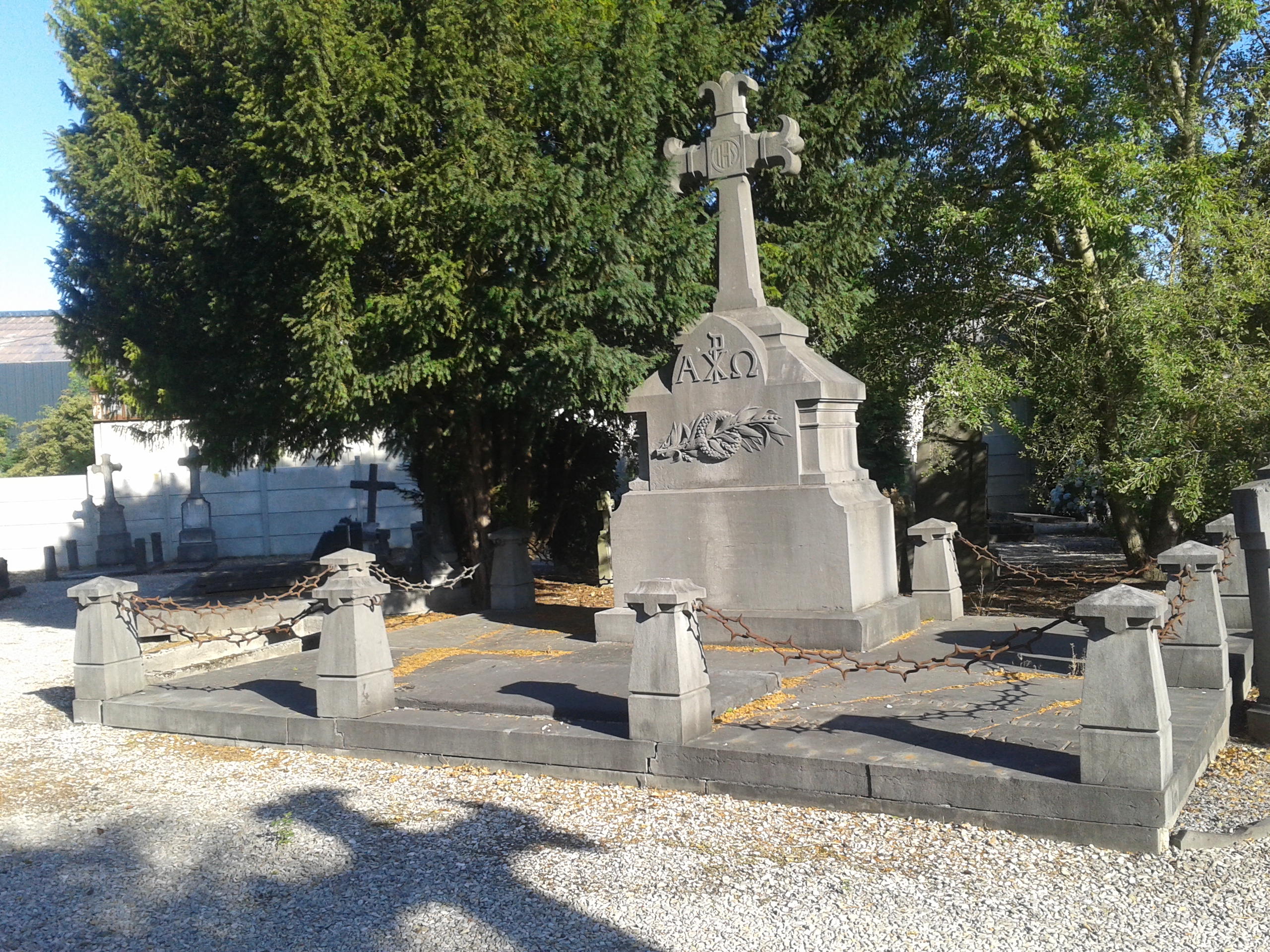
Monument des familles Lespagnol de Grimbry et Le Prévost de Basserode.

Il est inhumé dans un caveau situé sous la chapelle dédiée à Notre-Dame de l'église de Wasquehal. L’Église et son cimetière attenant sont démolis pour laisser place à la nouvelle église Saint-Nicolas en 1877 et de ce fait Charles François Marie Le Prévost de Basserode est ré inhumé en 1880 au cimetière du Centre situé rue de Marcq en Baroeul dans le quartier des Boers.
Le monument funéraire des familles Lespagnol de Grimby et le Prévost de Basserode est fait en terre cuite de dix mètres carrés et figura à l'Exposition universelle de 1878. Il est l’œuvre de Desmidt de Looberghe et représente une Descente de croix en grandeur nature. 
Dans la soirée du 24 mars 1894, deux personnes, Émile Dedunslaeger et Jules Prouvost, s'introduisent aux cimetière du Centre sous les cris de Mort aux bourgeois ! Vive l'anarchie ! et vandalisent des monuments funéraires dont celui des familles Lespagnol de Grimby et le Prévost de Basserode,. Une cérémonie expiatoire de la profanation et du sacrilège du cimetière du Centre est organisé avec la présence de 4000 personnes en l'église Saint-Nicolas, suivi d'une procession au cimetière,. Un nouveau monument est posé sur la sépulture.

## Mandats
- 11 décembre 1848 - 24 juillet 1849 : maire de Wasquehal

## Titres et honneurs

### Titulature
- 24 juin 1774 – 24 juillet 1849 : Seigneur de Basserode, de Hautgrenier, de Hautlieu et des Marisson.

### Décorations
- 1814  Ordre royal de Notre-Dame du Mont-Carmel et de Saint-Lazare de Jérusalem
- 1815  Ordre national de la Légion d'honneur
- 1815  Ordre du Phénix de Hohenlohe
- 1824  Ordre royal et militaire de Saint-Louis

## Armes des Le Prévost de Basserode
D'azur au lion d'or, lampassé et armé de gueules.

## Généalogie

### Ascendance
Son père, Jean Baptiste Guillaume Le Prévost de Basserode est le fils de Jean Ferdinand Guillaume Le Prévost de Basserode, seigneur des Marissons, des Hautgrenier et la Dimette. La famille des Le Prévost de Basserode descendent d'Antoine Le Prévost de Basserode (1590-1660) qui fut bourgeois de Lille par relief du 20 juillet 1621,de Sébastien Le Prévost de Basserode, seigneur des Marissons, de Gilles Le Prévost de Basserode, commandant de corps de troupes wallonnes en 1520,de Philippe Le Prévost de Basserode, panetier de Charles le Téméraire en 1464, d'Hubert Le Prévost de Basserode, grand bailli de Lille, huissier d'armes du roi et des ducs de Bourgogne, de Jacquemont Le Prévost de Basserode, chevalier, roi de l'Epinette à Lille en 1301, grand écuyer du Comte de Flandre et de Raoul Le Prévost de Basserode, chevalier et bourgeois de Lille, décédé en 1151.

### Descendance

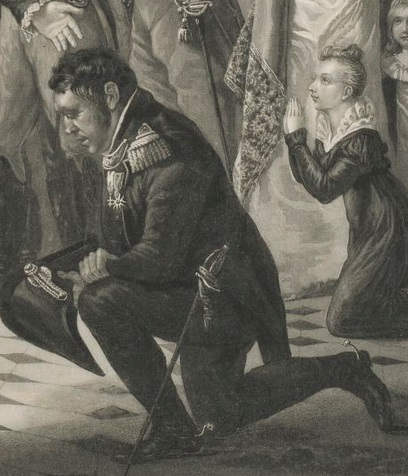
Caroline de Basserode priant pour le roi Louis XVIII avant son exil à Gand.

Sa fille Caroline Joséphine Eulalie Le Prévost de Basserode participe à ses côtés, aux adieux de Louis XVIII à Lille le 23 mars 1815 avant son exil pour Gand. Elle épousera le vicomte Louis Ernest de Muyssart, capitaine de cuirassiers, né sur Londres et frère de Charles de Muyssart, gouverneur de la Guyane française. Le vicomte Louis Ernest de Muyssart est le fils de Jean-Baptiste Joseph de Muyssart, comte de Muyssart, maire de Lille et Marcq-en-Barœul, député du Nord, et commandeur de la Légion d'Honneur. Louis Ernest de Muyssart meurt en juin 1841, au château de Launay à Épernon, tué par son fusil en nettoyant son arme. Caroline Joséphine Eulalie Le Prévost de Basserode s'éteint en sa demeure, au château blanc le 23 septembre 1853.
Charles François Marie Le Prévost de Basserode a comme autres enfants, Henriette Philippine Hyacinthe Désirée Le Prévost de Basserode, Luce Valentine Rose Le Prévost de Basserode et Charlotte Ida Le Prévost de Basserode.
Parmi la descendance de Charles François Marie Le Prévost de Basserode, on trouve la famille de Baynast de Septfontaines qui à sa mort récupéra les terres qui appartenaient autrefois à Charles Hyacinthe Joseph Lespagnol de Grimbry comme une partie ldes terres agricoles du Plomeux qui appartiennent à Jean de Baynast de Septfontaines jusqu'en 1975 et qui deviendront le cimetière du Plomaux.

## Anecdotes
Le cimetière de Highgate qui sert de tournage pour le film Les Animaux fantastiques : Les Crimes de Grindelwald est aménagé pour en faire le cimetière du Père-Lachaise. Il y est ajouté une colonne noire près de l’avenue égyptienne et l'on trouve au-dessus de l’une des voûtes, le nom de Le Prévost de Basserode,,.